# هیلزبورو (داکوتای شمالی)
هیلزبورو(به انگلیسی: Hillsboro) شهری در ایالت داکوتای شمالی کشور ایالات متحده آمریکا است که جمعیت آن در سرشماری سال ۲۰۱۰ میلادی، ۱٬۶۰۳ نفر بوده‌است.